# Брдце (Матуљи)
Брдце је насељено место у саставу општине Матуљи у Приморско-горанској жупанији, Република Хрватска.

## Историја
До територијалне реорганизације у Хрватској насеље се налазило у саставу старе општине Опатија.

## Становништво
На попису становништва 2011. године, Брдце је имало 67 становника.